# Preekstoel (schip)

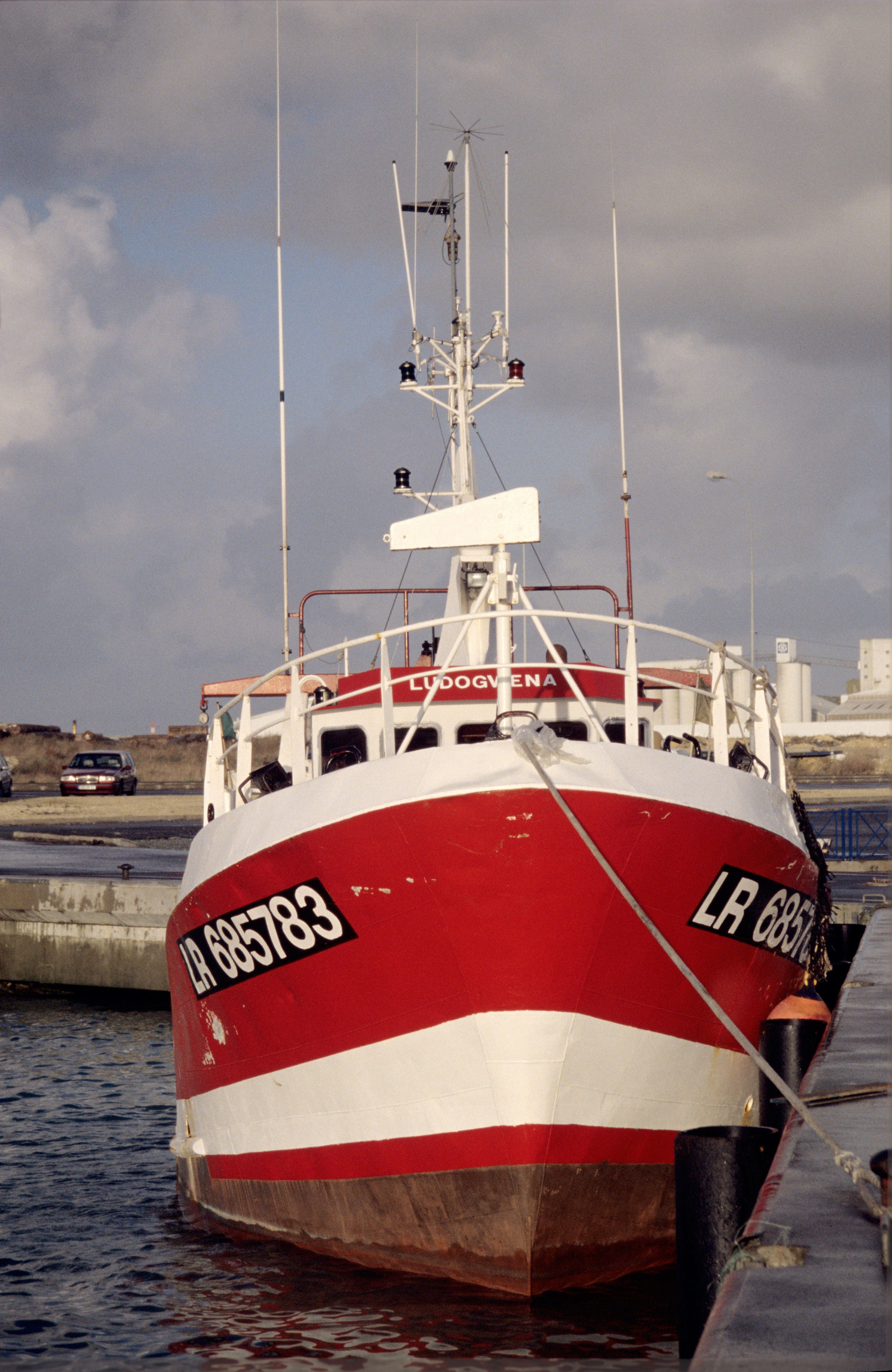
Preekstoel

De preekstoel is een term uit de scheepvaart. Dit is een afzonderlijk, of soms enig aanwezige, stuk reling op de voorplecht van het schip. Op de achterplecht spreekt men van een hekstoel.